# La guitarra flamenca de Yerai Cortés
La guitarra flamenca de Yerai Cortés és una pel·lícula documental espanyola de 2024, dirigida pel cantant Antón Álvarez en el seu debut com a director. Està protagonitzada pel guitarrista flamenc Yerai Cortés. Es va estrenar al Festival Internacional de Cinema de Sant Sebastià el 20 de setembre de 2024, i té previst la seva estrena en cinemes espanyols el 20 de desembre de 2024, amb distribució d'A Contracorriente Films.

## Argument
El documental explora la gravació de l’àlbum del guitarrista flamenc Yerai Cortés, una figura inusual en el flamenc, membre de la família Cortés, que alhora és respectat tant pels més tradicionalistes com pels més avantguardistes del flamenc. Durant la gravació Yerai explora secrets familiars que impliquen la seva relació amb els seus pares.

## Producció
La pel·lícula és l'òpera prima d'Antón Álvarez com a director. Produïda per Little Spain, compta amb la participació de Yerai Cortés en la música, al costat d'Antón Álvarez i Harto Rodríguez. La direcció de fotografia va estar a càrrec de Diego Trenas, Uri Barcelona, Arnau Valls, Nauzet Gaspar i Álvar Riu.

## Estrena i recepció
"La guitarra flamenca de Yerai Cortés" va ser projectada per primera vegada en la secció "New Directors" del Festival Internacional de Cinema de Sant Sebastià el 20 de setembre de 2024. La seva estrena en cinemes d'Espanya està previst per al 20 de desembre de 2024, amb distribució d'A Contracorriente Films.
La pel·lícula ha rebut crítiques positives per part de la premsa especialitzada.

## Música
La banda sonora de la pel·lícula va ser composta perYerai Cortés, Antón Álvarez i Harto Rodríguez, integrant elements tradicionals del flamenc amb sons contemporanis.

## Reconeixements
| Any  | Premi                                        | Categoria         | Nominat           | Resultat | Ref   |
| ---- | -------------------------------------------- | ----------------- | ----------------- | -------- | ----- |
| 2024 | XXX Premis Cinematogràfics José María Forqué | Millor documental | Millor documental | Nominat  | [ 4 ] |